# Bedsitter images (album)
Bedsitter images (ook wel Bed-sitter images of The first album) was het debuutalbum van Al Stewart. Stewart had door zijn nieuwe manager (tevens muziekproducent) onderdak gekregen bij Columbia Records en mocht een eerste album opnemen. Het album werd opgenomen onder de titel Concerto for folk singer and orchestra, later omgedoopt tot Notes towards a 24 hour city. Het eerste geeft weer waar het hier om ging, een folkzanger omringd door orkestmuziek, in dit geval van Alexander Faris. Een vergelijking met Boudewijn de Groot is snel gemaakt. De tweede titel geeft de teksten weer, observaties van Stewart van het dagelijks leven in Londen en omgeving. Stewart ging met orkest op promotietoer en kwam bijna failliet terug.
Samuel, oh how you changed heeft veel weg van Streets of London van Ralph McTell.
Het album kwam in 1970 opnieuw uit, waarbij Scandinavian girl en Cleave to me gesneuveld waren. Lover man van Mike Heron was toegevoegd.

## Muziek
| Nr. | Titel                                    | Duur |
| --- | ---------------------------------------- | ---- |
| 1.  | Bedsitter images (Stewart)               | 3:20 |
| 2.  | Swiss cottage manoeuvres (Stewart)       | 3:59 |
| 3.  | The Carmigchaels (Stewart)               | 2:52 |
| 4.  | Scandinavian girl (Stewart)              | 2:35 |
| 5.  | Pretty golden hair (Stewart)             | 3:39 |
| 6.  | Denise at 16 (Stewart)                   | 3:18 |
| 7.  | Samuel, oh how you’ve changed (Stewart)  | 4:00 |
| 8.  | Cleave to me (Stewart)                   | 2:53 |
| 9.  | A long way down from Stephanie (Stewart) | 3:27 |
| 10. | Ivich (Stewart)                          | 4;24 |
| 11. | Beleeka doodle day (Stewart)             | 6:57 |

In Beleeka doodle day komt een aantal mensen aan bod:
- Girl from Sweden (de eerder genoemd Scandinavian girl)
- Mike: Mike Heron van Incredible String Band
- Robin: Robin Williamson van Incredible String Band
- Paul McCartney
- Koningin Elizabeth II van het Verenigd Koninkrijk